# Suche Lipie
Suche Lipie (prononciation : [ˈsuxɛ ˈlipjɛ]) est un village polonais de la gmina de Rudnik dans le powiat de Krasnystaw de la voïvodie de Lublin dans l'est de la Pologne.
Il se situe à environ 21 kilomètres au sud-ouest de Krasnystaw (siège du powiat) et 48 kilomètres au sud-est de Lublin (capitale de la voïvodie).

## Histoire
De 1975 à 1998, le village est attaché administrativement à la Voïvodie de Zamość.

Depuis 1999, il fait partie de la nouvelle voïvodie de Lublin.